# 18473 Kikuchijun
18473 Kikuchijun este un asteroid din centura principală de asteroizi.

## Descriere
18473 Kikuchijun este un asteroid din centura principală de asteroizi. A fost descoperit pe 15 noiembrie 1995 la Kitami de Kin Endate și Kazuro Watanabe. Asteroidul prezintă o orbită caracterizată de o semiaxă mare de 2,73 ua, o excentricitate de 0,07 și o înclinație de 1,8° în raport cu ecliptica.